# Costa Rica i olympiska sommarspelen 2004
Costa Rica i olympiska sommarspelen 2004 bestod av 20 idrottare som blivit uttagna av Costa Ricas olympiska kommitté.

## Cykling

### Mountainbike
| Idrottare           | Gren                  | Tid     | Placering |
| ------------------- | --------------------- | ------- | --------- |
| José Adrián Bonilla | Herrarnas terränglopp | 2:27:13 | 26        |
| Karen Matamoros     | Damernas terränglopp  |         |           |

## Fotboll
Herrar
| Nr          | Namn                   | Födelsedatum | Ålder     | Matcher   | Mål       | 10px      | 10px      | 10px      |
| Målvakter   | Målvakter              | Målvakter    | Målvakter | Målvakter | Målvakter | Målvakter | Målvakter | Målvakter |
| ----------- | ---------------------- | ------------ | --------- | --------- | --------- | --------- | --------- | --------- |
| 18          | Neighel Drummond       | 02.02.1982   | 22        | 4         | 0         | 0         | 0         | 0         |
| 1           | Victor Bolivar         | 03.09.1983   | 20        | 0         | 0         | 0         | 0         | 0         |
| Försvarare  |                        |              |           |           |           |           |           |           |
| 14          | José Villalobos        | 05.06.1981   | 23        | 4         | 1         | 1         | 0         | 0         |
| 2           | Michael Rodriguez      | 30.12.1981   | 22        | 0         | 0         | 0         | 0         | 0         |
| 13          | Daniel Vallejos        | 27.05.1981   | 23        | 0         | 0         | 0         | 0         | 0         |
| 4           | Michael Umaña          | 16.07.1982   | 22        | 4         | 0         | 1         | 0         | 0         |
| 5           | Roy Myre               | 21.08.1982   | 21        | 4         | 0         | 1         | 0         | 0         |
| 3           | Pablo Salazar          | 21.11.1982   | 21        | 4         | 0         | 0         | 0         | 0         |
| 15          | Junior Diaz            | 12.09.1983   | 20        | 4         | 0         | 1         | 0         | 0         |
| Mittfältare |                        |              |           |           |           |           |           |           |
| 10          | Warren Granados        | 06.12.1981   | 22        | 4         | 0         | 0         | 0         | 0         |
| 12          | Leonardo Araya         | 15.02.1982   | 21        | 0         | 0         | 0         | 0         | 0         |
| 8           | José Luis López        | 31.03.1981   | 23        | 4         | 0         | 0         | 0         | 0         |
| 3           | Carlos Hernandez       | 09.04.1982   | 22        | 4         | 0         | 0         | 0         | 0         |
| 9           | Pablo Brenes           | 04.08.1982   | 23        | 4         | 1         | 1         | 0         | 0         |
| Anfallare   |                        |              |           |           |           |           |           |           |
| 6           | Whayne Wilson          | 07.09.1975   | 29        | 4         | 0         | 0         | 0         | 0         |
| 7           | Erick Scott            | 29.05.1981   | 23        | 4         | 0         | 1         | 0         | 0         |
| 11          | Alvaro Saborío         | 25.03.1982   | 22        | 4         | 1         | 0         | 0         | 0         |
| 17          | Jairo Arrieta          | 25.08.1983   | 20        | 3         | 0         | 1         | 0         | 0         |
| Coach       |                        |              |           |           |           |           |           |           |
|             | Rodrigo Kenton Johnson | 05.03.1955   | 49        |           |           |           |           |           |

Gruppspel
| Lag        | Pld | W | D | L | GF | GA | GD | Pts |
| ---------- | --- | - | - | - | -- | -- | -- | --- |
| Irak       | 3   | 2 | 0 | 1 | 7  | 4  | +3 | 6   |
| Costa Rica | 3   | 1 | 1 | 1 | 4  | 4  | 0  | 4   |
| Marocko    | 3   | 1 | 1 | 1 | 3  | 3  | 0  | 4   |
| Portugal   | 3   | 1 | 0 | 2 | 6  | 9  | −3 | 3   |

|       | 12 augusti 2004 | Costa Rica | 0 – 0   | Marocko | Pankritio Stadium, Heraklion                      |                                                   |
| 20:30 | 20:30           |            | Rapport |         | Publik: 3 212 Domare: Massimo De Santis (Italien) | Publik: 3 212 Domare: Massimo De Santis (Italien) |
| 20:30 | 20:30           |            |         |         | Publik: 3 212 Domare: Massimo De Santis (Italien) | Publik: 3 212 Domare: Massimo De Santis (Italien) |
| 20:30 | 20:30           |            |         |         | Publik: 3 212 Domare: Massimo De Santis (Italien) | Publik: 3 212 Domare: Massimo De Santis (Italien) |

|       | 15 augusti 2004 | Costa Rica | 0 – 2   | Irak | Karaiskaki Stadium, Pireaus                       |                                                   |
| 20:30 | 20:30           |            | Rapport |      | Publik: 12 150 Domare: Charles Ariiotima (Tahiti) | Publik: 12 150 Domare: Charles Ariiotima (Tahiti) |
| 20:30 | 20:30           |            |         |      | Publik: 12 150 Domare: Charles Ariiotima (Tahiti) | Publik: 12 150 Domare: Charles Ariiotima (Tahiti) |
| 20:30 | 20:30           |            |         |      | Publik: 12 150 Domare: Charles Ariiotima (Tahiti) | Publik: 12 150 Domare: Charles Ariiotima (Tahiti) |

¨
|       | 18 augusti 2004 | Costa Rica | 4 – 2   | Portugal | Pankritio Stadium, Heraklion                    |                                                 |
| 20:30 | 20:30           |            | Rapport |          | Publik: 11 218 Domare: Carlos Torres (Paraguay) | Publik: 11 218 Domare: Carlos Torres (Paraguay) |
| 20:30 | 20:30           |            |         |          | Publik: 11 218 Domare: Carlos Torres (Paraguay) | Publik: 11 218 Domare: Carlos Torres (Paraguay) |
| 20:30 | 20:30           |            |         |          | Publik: 11 218 Domare: Carlos Torres (Paraguay) | Publik: 11 218 Domare: Carlos Torres (Paraguay) |

Slutspel
|  | Kvartsfinaler            | Kvartsfinaler            |                     |      | Semifinaler | Semifinaler |  |  | Final                    | Final |
|  |                          |                          |                     |      |             |             |  |  |                          |       |
|  | 21 augusti– Pireaus      |                          |                     |      |             |             |  |  |                          |       |
|  |                          |                          |                     |      |             |             |  |  |                          |       |
|  | Mali                     | 0                        |                     |      |             |             |  |  |                          |       |
|  | Mali                     | 0                        | 24 augusti– Pireaus |      |             |             |  |  |                          |       |
|  | Italien                  | 1                        |                     |      |             |             |  |  |                          |       |
|  | Italien                  | 1                        | Italien             | 0    |             |             |  |  |                          |       |
|  | 21 augusti– Patras       |                          | Italien             | 0    |             |             |  |  |                          |       |
|  |                          | Argentina                | 3                   |      |             |             |  |  |                          |       |
|  | Argentina                | Argentina                | 3                   | 4    |             |             |  |  |                          |       |
|  | Argentina                |                          | 28 augusti– Aten    | 4    |             |             |  |  |                          |       |
|  | Costa Rica               | 0                        |                     |      |             |             |  |  |                          |       |
|  | Costa Rica               | 0                        | Argentina           | 1    |             |             |  |  |                          |       |
|  | 21 augusti– Heraklion    |                          | Argentina           | 1    |             |             |  |  |                          |       |
|  |                          | Paraguay                 | 0                   |      |             |             |  |  |                          |       |
|  | Irak                     | Paraguay                 | 0                   | 1    |             |             |  |  |                          |       |
|  | Irak                     | 24 augusti– Thessaloniki |                     | 1    |             |             |  |  |                          |       |
|  | Australien               | 0                        |                     |      |             |             |  |  |                          |       |
|  | Australien               | 0                        | Irak                | 1    | Bronsmatch  | Bronsmatch  |  |  |                          |       |
|  | 21 augusti– Thessaloniki |                          | Irak                | 1    | Bronsmatch  | Bronsmatch  |  |  |                          |       |
|  |                          | Paraguay                 | 3                   |      |             |             |  |  |                          |       |
|  | Paraguay                 | Paraguay                 | 3                   | 3    | Italien     | 1           |  |  |                          |       |
|  | Paraguay                 |                          |                     | 3    | Italien     | 1           |  |  |                          |       |
|  | Sydkorea                 | 2                        |                     | Irak | 0           |             |  |  |                          |       |
|  | Sydkorea                 | 2                        |                     |      | 0           |             |  |  |                          |       |
|  |                          |                          |                     |      |             |             |  |  | 27 augusti– Thessaloniki |       |
|  |                          |                          |                     |      |             |             |  |  |                          |       |

## Judo
Herrar
| Idrottare       | Gren                    | Sextondelsfinal          | Åttondelsfinal       | Kvartsfinal          | Semifinal            | Återkval             | Final                | Final            |
| Idrottare       | Gren                    | Motståndare Resultat     | Motståndare Resultat | Motståndare Resultat | Motståndare Resultat | Motståndare Resultat | Motståndare Resultat | Placering        |
| --------------- | ----------------------- | ------------------------ | -------------------- | -------------------- | -------------------- | -------------------- | -------------------- | ---------------- |
| David Fernández | Extra lättvikt (-60 kg) | Aburto (MEX) L 0000-0002 | Gick inte vidare     | Gick inte vidare     | Gick inte vidare     | Gick inte vidare     | Gick inte vidare     | Gick inte vidare |

## Taekwondo
| Idrottare           | Gren             | Åttondelsfinaler     | Kvartsfinaler         | Semifinaer           | Återkval             | Bronsmatch           | Final                | Final            |
| Idrottare           | Gren             | Motståndare Resultat | Motståndare Resultat  | Motståndare Resultat | Motståndare Resultat | Motståndare Resultat | Motståndare Resultat | Placering        |
| ------------------- | ---------------- | -------------------- | --------------------- | -------------------- | -------------------- | -------------------- | -------------------- | ---------------- |
| Kristopher Moitland | Herrarnas +80 kg | Sanon (HAI) W 3–2    | Gentil (FRA) L (−1)–4 | Gick inte vidare     | Gick inte vidare     | Gick inte vidare     | Gick inte vidare     | Gick inte vidare |